# Juan Botasso
Juan Botasso (23. října 1908 – 5. října 1950) byl argentinský fotbalový brankář. Chytal za Argentinu ve finále Mistrovství světa ve fotbale 1930, které Argentina prohrála 4:2 s Uruguayí.
Botasso (někdy psáno Bottaso) zahájil svou kariéru roku 1927 v týmu Argentino de Quilmes. Po Mistrovství světa 1930 přestoupil do klubu Racing Club de Avellaneda, kde hrál až do roku 1938. Následně se vrátil do Argentino de Quilmes, kde hrál až do konce své kariéry v roce 1946.